# Englische Cricket-Nationalmannschaft in Bangladesch in der Saison 2003/04
Die Tour der englischen Cricket-Nationalmannschaft nach Bangladesch in der Saison 2003/04 fand vom 21. Oktober bis zum 12. November 2003 statt. Die internationale Cricket-Tour war Bestandteil der Internationalen Cricket-Saison 2003/04 und umfasste zwei Tests und drei ODIs. England gewann die Test-Serie 2–0 und die ODI-Serie 3–0.

## Vorgeschichte
Für beide Teams war es die erste Tour der Saison und es war das erste Aufeinandertreffen der beiden Mannschaften bei einer Tour.

## Stadien
Die folgenden Stadien wurden für die Tour als Austragungsort vorgesehen und am 25. März 2003 bekanntgegeben.
| Stadion                      | Stadt      | Kapazität | Spiele               |
| ---------------------------- | ---------- | --------- | -------------------- |
| Ma Aziz Stadium              | Chittagong | 30.000    | 2. Test; 1. ODI      |
| Bangabandhu National Stadium | Dhaka      | 36.000    | 1. Test; 2. & 3. ODI |

## Kaderlisten
England benannte seine Kader am 10. September 2003.
Bangladesch benannte seinen Test-Kader am 18. Oktober und seinen ODI-Kader am 4. November 2003.
| Test | Test | ODI | ODI |
| Bangladesch | England | Bangladesch | England |
| --- | --- | --- | --- |
| - Khaled Mahmud (K) - Alok Kapali - Enamul Haque - Habibul Bashar - Hennan Sarkar - Javed Omar - Khaled Mashud (wk) - Mashrafe Mortaza - Mohammad Rafique - Mushfiqur Rahmann - Rajin Saleh | - Michael Vaughan (K) - Marcus Trescothick - Gareth Batty - Mark Butcher - Rikki Clarke - Ashley Giles - Stephen Harmison - Matthew Hoggard - Nasser Hussain - Richard Johnson - Chris Read (wk) - Martin Saggers - Graham Thorpe | - Khaled Mahmud (K) - Alok Kapali - Habibul Bashar - Hennan Sarkar - Jamaluddin Ahmed - Khaled Mashud (wk) - Manjural Islam - Mohammad Rafique - Moniruzzaman - Mushfiqur Rahmann - Nafees Iqbal - Rajin Saleh - Tapash Baisya | - Michael Vaughan (K) - James Anderson - Gareth Batty - Ian Blackwell - Rikki Clarke - Paul Collingwood - Andrew Flintoff - Ashley Giles - Richard Johnson - James Kirtley - Chris Read (wk) - Vikram Solanki - Marcus Trescothick |

## Tour Matches
| 12. – 14. Oktober Scorecard | Dhaka | England XI 253 (100.1) & 69-1d (14.3) | – | Bangladesh Cricket Board President’s XI 57 (30.3) & 143-9 (66) |
|                             |       | Remis                                 |   |                                                                |

| 21. – 25. Oktober Scorecard | Dhaka | Bangladesh A 242 (88.5) & 81-4 (53) | – | England XI 333 (84.4) |
|                             |       | Remis                               |   |                       |

## Tests

### Erster Test in Dhaka
| 21. – 25. Oktober Scorecard | Dhaka | Bangladesch 203 (83.5) & 255 (107) | – | England 295 (120.3) & 164-3 (39.2) |
|                             |       | England gewinnt mit 7 Wickets      |   |                                    |

Der Engländer Rikki Clarke wurde nach einer verbalen Entgleisung mit einer Geldstrafe belegt.

### Zweiter Test in Chittagong
| 29. Oktober – 1. November Scorecard | Chittagong | Bangladesch 326 (125.3) & 293-5d (67) | – | England 152 (62.1) & 138 (37.1) |
|                                     |            | England gewinnt mit 329 Runs          |   |                                 |

## One-Day Internationals

### Erstes ODI in Chittagong
| 7. November Scorecard | Chittagong | Bangladesch 143 (44.4)        | – | England 144-3 (25.3) |
|                       |            | England gewinnt mit 7 Wickets |   |                      |

### Zweites ODI in Dhaka
| 10. November Scorecard | Dhaka | Bangladesch 134-9 (50)        | – | England 137-3 (27.4) |
|                        |       | England gewinnt mit 7 Wickets |   |                      |

### Drittes ODI in Dhaka
| 12. November Scorecard | Dhaka | Bangladesch 134-9 (50)        | – | England 137-3 (27.4) |
|                        |       | England gewinnt mit 7 Wickets |   |                      |

## Statistiken
Die folgenden Cricketstatistiken wurden bei dieser Tour erzielt.
| Tests              | Tests       | Tests   | Tests   | Tests   | Tests   | Tests   | Tests   | Tests   |
| Batting            | Batting     | Batting | Batting | Batting | Batting | Batting | Batting | Batting |
| Spieler            | Mannschaft  | Spiele  | Innings | Runs    | Average | HS      | 100s    | 50s     |
| ------------------ | ----------- | ------- | ------- | ------- | ------- | ------- | ------- | ------- |
| Michael Vaughan    | England     | 2       | 4       | 208     | 69,33   | 81*     | 0       | 2       |
| Marcus Trescothick | England     | 2       | 4       | 206     | 68,66   | 113     | 1       | 1       |
| Nasser Hussain     | England     | 2       | 4       | 188     | 47,00   | 95      | 0       | 2       |
| Graham Thorpe      | England     | 2       | 4       | 136     | 45,33   | 64      | 0       | 2       |
| Mushfiqur Rahman   | Bangladesch | 2       | 4       | 114     | 38,00   | 46*     | 0       | 0       |
| Bowling            |             |         |         |         |         |         |         |         |
| Spieler            | Mannschaft  | Spiele  | Overs   | Wickets | Average | BBI     | 5W      | 10W     |
| Mohammad Rafique   | Bangladesch | 2       | 114.5   | 10      | 31,00   | 3/84    | 0       | 0       |
| Steve Harmison     | England     | 1       | 46.5    | 9       | 8,77    | 5/35    | 1       | 0       |
| Richard Johnson    | England     | 1       | 33.1    | 9       | 10,33   | 5/49    | 1       | 0       |
| Matthew Hoggard    | England     | 2       | 82      | 9       | 22,66   | 4/48    | 0       | 0       |
| Mashrafe Mortaza   | Bangladesch | 2       | 66      | 8       | 21,25   | 4/60    | 0       | 0       |

| ODIs               | ODIs        | ODIs    | ODIs    | ODIs    | ODIs    | ODIs    | ODIs    | ODIs    |
| Batting            | Batting     | Batting | Batting | Batting | Batting | Batting | Batting | Batting |
| Spieler            | Mannschaft  | Spiele  | Innings | Runs    | Average | HS      | 100s    | 50s     |
| ------------------ | ----------- | ------- | ------- | ------- | ------- | ------- | ------- | ------- |
| Andrew Flintoff    | England     | 3       | 3       | 177     |         | 70*     | 0       | 3       |
| Paul Collingwood   | England     | 3       | 3       | 91      | 91,00   | 46*     | 0       | 0       |
| Marcus Trescothick | England     | 3       | 3       | 87      | 29,00   | 50      | 0       | 1       |
| Michael Vaughan    | England     | 3       | 3       | 75      | 37,50   | 37*     | 0       | 0       |
| Mushfiqur Rahman   | Bangladesch | 3       | 3       | 58      | 19,33   | 36      | 0       | 0       |
| Rajin Saleh        | Bangladesch | 3       | 3       | 58      | 19,33   | 37      | 0       | 0       |
| Bowling            |             |         |         |         |         |         |         |         |
| Spieler            | Mannschaft  | Spiele  | Overs   | Wickets | Average | BBI     | 5W      | 10W     |
| Andrew Flintoff    | England     | 3       | 29.4    | 7       | 9,00    | 4/14    | 0       | 0       |
| Mushfiqur Rahman   | Bangladesch | 3       | 26      | 5       | 18,20   | 2/29    | 0       | 0       |
| Ashley Giles       | England     | 2       | 19      | 4       | 15,25   | 3/29    | 0       | 0       |
| James Anderson     | England     | 3       | 30      | 4       | 21,50   | 2/17    | 0       | 0       |
| Rikki Clarke       | England     | 3       | 22      | 4       | 21,75   | 2/28    | 0       | 0       |

## Player of the Series
Als Player of the Series wurden die folgenden Spieler ausgezeichnet.
| Serie | Player of the Series |
| ----- | -------------------- |
| Test  | Matthew Hoggard      |
| ODI   | Andrew Flintoff      |

### Player of the Match
Als Player of the Match wurden die folgenden Spieler ausgezeichnet.
| Spiel   | Player of the Match |
| ------- | ------------------- |
| 1. Test | Steve Harmison      |
| 2. Test | Richard Johnson     |
| 1. ODI  | Andrew Flintoff     |
| 2. ODI  | Andrew Flintoff     |
| 3. ODI  | Andrew Flintoff     |